# Haitham ibn Tariq
Haitham bin Tariq, född 11 oktober 1955 i Muskat, är en omansk monark och statschef. Han är regerande sultan av Oman sedan 11 januari 2020.